# Mantispa javanica
Mantispa javanica is een insect uit de familie van de Mantispidae, die tot de orde netvleugeligen (Neuroptera) behoort. 
Mantispa javanica is voor het eerst wetenschappelijk beschreven door Westwood in 1852.